# ローマ＝リード線
ローマ＝リード鉄道線 (Ferrovia Roma-Lido)、またはリード線 (linea del Lido) は、ローマ市の鉄道路線の一つで、ローマ・サン・パオロ駅と、南のオスティア・リードの海水浴地区を結ぶ。全線ローマのコムーネ内にある。
地下鉄の特徴をもつように建設されたイタリア最初の鉄道である。

## 路線
グランデ・ラッコルド・アヌラーレ (GRA) 内の区間はローマ地下鉄のB線と並走するが、線路は独立している。二つの路線はバジリカ・サン・パオロ駅とエウル・マリアーナ駅を供用している。
GRAを出ると、トッリーノ、ヴィティーニア、カザル・ベルノッキ、チェントロ・ジャーノ、アチリア、オスティア・アンティーカなどの地区を結んだ後、オスティア区に到着する。ここまで5つの駅がある。
海岸側の終点は、エウルからオスティアに至る道であるクリストーフォロ・コロンボ通りの終点と同じ場所にあるクリストーフォロ・コロンボ駅にある。
一日平均90,000人の旅客を輸送している。営業は毎日5:15から23:30までで、ラッシュ時では1時間に12本の列車が走る。
区間内には14駅があり、全長28.359kmで、平均所要時間は約37分。

## 駅
| \| \| Metropolitana di Roma \| \| Ferrovia Roma-Lido \| \| | \| \| Metropolitana di Roma \| \| Ferrovia Roma-Lido \| \| |
| ---------------------------------------------------------- | ---------------------------------------------------------- |
| •                                                          | ローマ・ポルタ・サン・パオロ (Roma Porta San Paolo) ›      |
| •                                                          | バジリカ・サン・パオロ (Basilica San Paolo) ›              |
| •                                                          | エウル・マリアーナ (EUR Magliana) ›                        |
| •                                                          | トール・ディ・ヴァッレ (Tor di Valle)                      |
| •                                                          | ヴィティーニア (Vitinia)                                   |
| •                                                          | カザル・ベルノッキ (Casal Bernocchi)                       |
| •                                                          | アチリア (Acilia)                                          |
| •                                                          | オスティア・アンティーカ (Ostia Antica)                    |
| •                                                          | リード・ディ・オスティア・ノルド (Lido di Ostia Nord)      |
| •                                                          | リード・ディ・オスティア (Lido di Ostia Centro)            |
| •                                                          | ステッラ・ポラーレ (Stella Polare)                         |
| •                                                          | カステル・フザーノ (Castel Fusano)                         |
| •                                                          | クリストーフォロ・コロンボ (Cristoforo Colombo)            |
| Ferrovia Roma-Lido                                         | Metropolitana di Roma                                      |
| Ferrovia Roma-Lido                                         | Ferrovia Roma-Lido                                         |

| Ferrovia Roma-Lido | Metropolitana di Roma |
| Ferrovia Roma-Lido | Ferrovia Roma-Lido    |

### 公共交通会社
- Cotral S.p.A.